# Michelle Dessler
Michelle Dessler es un personaje de ficción interpretado por Reiko Aylesworth en la serie de televisión 24. En la versión española, el apellido del personaje fue inicialmente mal transcrito y se cambió «Dessler» por «Dressler», error que se mantuvo en las siguientes temporadas para mantener la coherencia.

## Perfil
Michelle Dessler aparece como personaje de la serie en la segunda temporada, siendo una trabajadora de la UAT. A medida que transcurre la serie, empieza una relación con su compañero de trabajo Tony Almeida, la cual se profundiza en la tercera temporada de 24. En ella, ambos personajes se encuentran casados, y el personaje de Dessler empieza a cobrar una gran importancia en la trama, al estar encerrada en el hotel donde se ha liberado un virus mortal liberado por los terroristas. 
En la temporada 4, ayuda junto a Tony Almeida y Chloe O'Brian a Jack Bauer a fingir su muerte. Esto conduce a su asesinato en el primer capítulo de la temporada 5, cuando una bomba estalla en su coche tras el asesinato del expresidente David Palmer.
Pese a estar retirada de UAT, Michelle estuvo dispuesta a ayudar desde el momento que se supo del asesinato de Palmer, dada la experiencia que la pareja tenía en los ataques previos a David Palmer. Cuando se sube al coche para dirigirse a la UAT, este estalla provocando la muerte instantánea de Michelle.

## Michelle Dessler en 24

### Temporada 2
Michelle inicia en la serie como la nueva asistente de protocolos de la UAT Los Ángeles, tomando el puesto que antes perteneció a Nina Myers. Ella es la encargada de regenerar un "perfil delictivo" para Jack Bauer cuando este tiene que infiltrarse en el grupo antifederalista de Joseph Wald.
Más adelante Michelle tiene que ayudar a Tony a tomar el control de las operaciones cuando la UAT es atacada con una bomba. Las pérdidas en personal e inteligencia son grandes, pero Michelle logra manejar un reporte de Jack y la transferencia de Nina para que sea interrogada por los eventos del día. Posteriormente, ayuda a gestionar las operaciones de búsqueda del fanático Syed Alí, hasta que finalmente la UAT logra encontrar una bomba nuclear en Los Ángeles.
Mientras esto sucede, Michelle empieza a mostrar un interés hacia Tony Almeida. Mason le aconseja que no deje pasar las buenas oportunidades en su vida (el mismo Mason en ese momento estaba muriendo por los efectos del plutonio). Cuando la bomba nuclear de hecho detona, fuera de Los Ángeles gracias al sacrificio de Mason, Michelle debe interrogar a Syed Alí, el terrorista tras la bomba, quien le dice que la cinta de Chipre que inculpa a tres países de Medio Oriente por el atentado es falsa. Michelle pide ayuda a Jack, quien contra los protocolos de la UAT trata de obtener la evidencia enfrentándose a Peter Kingsley. Cuando la UAT rastrea a Jack, Michelle se ve forzada a pedir ayuda a Tony, quien entiende la situación y trata de facilitar recursos. 
Chappelle llega de División a tomar el mando y quitar apoyo a Jack; Michelle y Tony secuestran a Chappelle y toman el mando, trabajando encubiertos hasta que Tony es arrestado y Michelle capturada; pero la ayuda prestada a Jack sería suficiente para que este logre poner una trampa a Kingsley. Chappelle indulta a Michelle y Tony para acceder a la nueva inteligencia, tras lo cual una operación resulta con la confesión y muerte de Kingsley.
Tras estos eventos, Michelle y Tony se ponen en buenos términos por lo que ha sucedido, y dan señales de que desean iniciar una relación más personal. Se despiden con un "te veré mañana".

### Temporada 3
En esta temporada, que transcurre tres años después de los eventos de la anterior, Michelle está casada con Tony. Este, en el afán de salvar a Los Ángeles de un ataque bioterrorista, es alcanzado por una bala en su cuello, y queda internado. Michelle es entonces quien toma las riendas de la CTU. En el transcurso de la temporada Michelle se entera de situaciones ocultadas por Tony. Esto genera el comienzo de diferencias entre la pareja, que serán decisivas en el futuro de la misma.
Hacia el final de la temporada, Michelle debe intervenir durante un ataque bioterrorista a un hotel en Los Ángeles. Luego, Stephen Saunders (el responsable del ataque) presiona a Tony para que lo ayude a escapar, bajo la amenaza de matar a su esposa.

### Temporada 4
En esta temporada Michelle deja a Tony por los problemas con el alcohol en los que este había caído, pero es llamada a reemplazarlo en mitad de temporada como nueva directora de CTU, debiendo pasar sus diferencias. Decide confiar en Tony según sus conocimientos, y aunque lo disimula delante de él, todavía siente algo.
Michelle, junto con el resto de CTU, decide ayudar a Jack llamando de nuevo a Chloe a las líneas de CTU.
Hacia el final de la temporada, aparecen reconciliados.

### Temporada 5
Ha transcurrido un año desde que Tony y Michelle dejaron la UAT, y ambos se encuentran en un nuevo negocio.
Al enterarse del asesinato de David Palmer, Michelle le pide a Tony que se dirijan a la UAT para ayudar en todo lo posible, ya que tienen experiencia en atentados contra el presidente. Michelle dice que no quiere quedarse al margen, por lo cual discuten, ya que a Tony no le apetece volver a la UAT. Michelle se va y Tony llama para decir que Michelle no asistirá a la reunión que tenían programada. Mientras Tony habla por teléfono cambia de parecer y decide ir con ella. Cuando aún no ha salido de su casa, siente una explosión. Tony corre al exterior para encontrar su coche destruido y a Michelle, a un lado, muerta. 

#### Consecuencias
El asesinato de Palmer, de Michelle y de Tony, así como el intento que sufre Chloe O'Brian, eran parte de un plan para sacar a Jack de su falsa muerte y distraer la atención del FBI y la inteligencia norteamericana de un secuestro masivo en el Aeropuerto Ontario, en Los Ángeles.
Audrey Raines le entregó su pésame a Bill Buchanan tras los eventos sucedidos, ya que los dos se habían conocido en Seattle. Doce horas más tarde, Tony se encuentra con Henderson, el hombre que ordenó los asesinatos. Este inyecta a Tony un líquido letal en el corazón, y Tony muere en brazos de Jack mientras pronuncia "Ella se ha ido, Jack...".
Jack se enfrentaría a este hombre siete horas más tarde, y tras declararlo culpable de las muertes de Michelle, Tony y el presidente, "tres buenos amigos", Jack mata sin piedad a Henderson, diciéndole a la UAT que había ocurrido en un tiroteo.
Su esposo de alguna manera sobreviviría al ataque pero guardaría un gran rencor contra los hombres que estuvieron detrás de esto, al punto que seis años más tarde orquesta una acuación como doble agente y topo reverso con el FBI y un grupo antifederalista dirigido por David Emerson para ganarse la confianza del hombre que orquestró los ataques y la conspiración Sentox, un empresario paramilitar llamado Alan Wilson. Cuando Tony finalmente logra confrontar a Wilson, le dice que producto de su codicia no sólo perdió la vida Michelle, sino que además el hijo no-nato de ambos. 
Tony y Wilson son arrestados (el primero por el extremo grado al que llevó su traición, matando a agentes del FBI y orquestrando un ataque biológico para mantener su operación) justo antes que Tony logre llevar a cabo su venganza, por Jack y el FBI. Tony es arrastrado por los oficiales que lo arrestan mientras grita a Jack, echándole en cara que a diferencia de él, Tony se quedó a luchar, y que a fin de cuentas Jack "es como ellos".

## Otros detalles
La actriz Reiko Aylesworth, quien interpreta al personaje, hizo pruebas para interpretar a otro de los personajes de la serie, Nina Myers. Tras finalizar las filmaciones de la segunda temporada, varios actores y miembros del equipo de producción se refirieron con muchos elogios a su actuación en una entrevista especial para los DVD de la serie.
Los fanes de la serie se enteraron de que Reiko (actriz que interpreta a Dessler) solo aparecería en el primer capítulo, llegando a la conclusión que moriría en el primer capítulo de la quinta temporada.
- Datos: Q255537